# Hildeguns

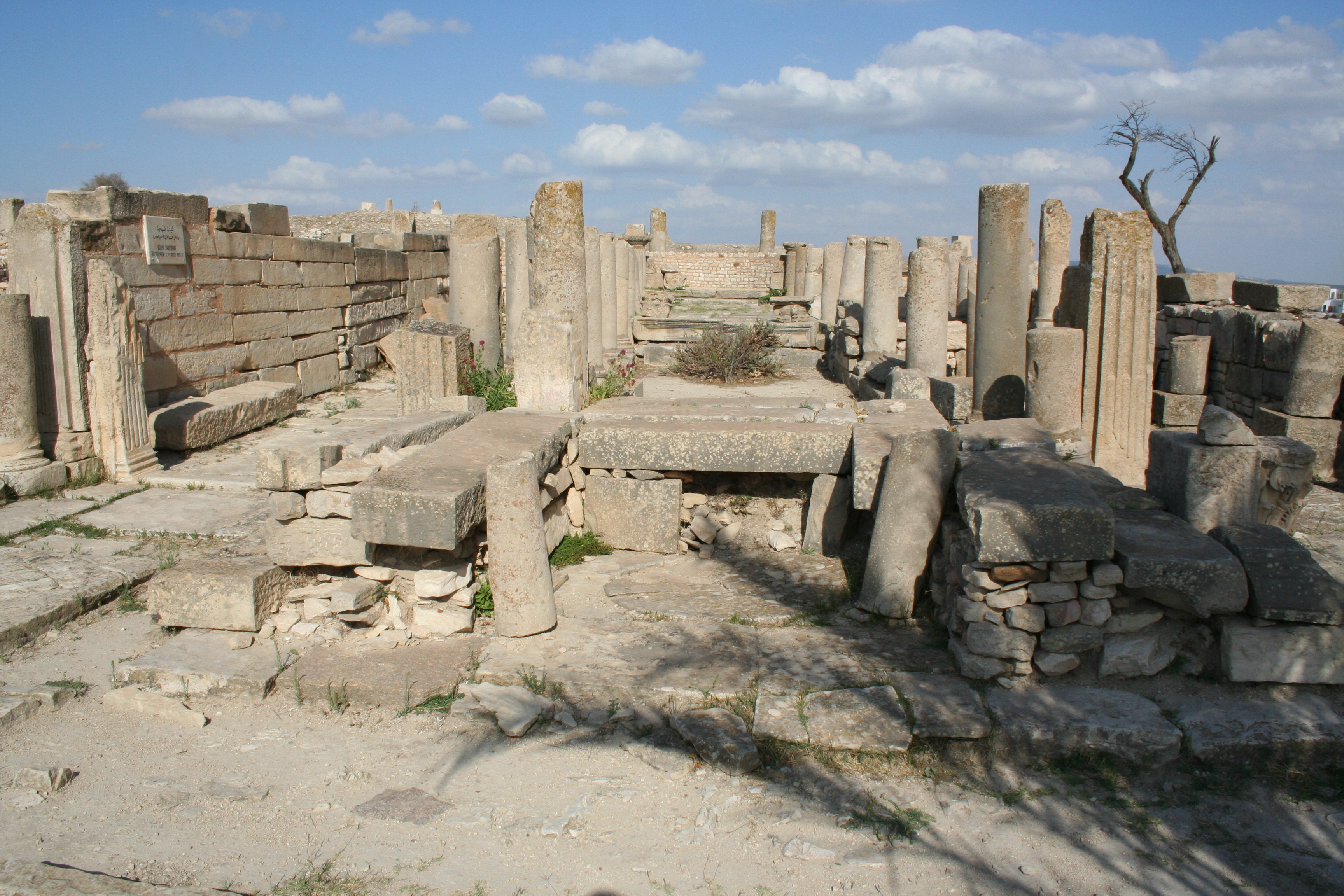
Ruines de la basilique dite d'Hildeguns à Makthar.

Hildeguns est le nom d'un Vandale dont le tombeau a été découvert dans une basilique de Makthar, en Tunisie. La basilique d'Hildeguns, bâtie à l'époque vandale, constitue encore de nos jours l'un des rares témoignages archéologiques de construction de cette période qui précéda la reconquête de l'Afrique du Nord par les Byzantins.
Pour Gilbert Charles-Picard, la situation privilégiée de cette tombe (à l'entrée et dans l'axe de la basilique) indique qu'Hildeguns, mort à l'âge de quarante ans selon son épitaphe (Hildeguns / vixit in pace an/nos XL dies X), était un haut personnage de Mactaris (Makthar), peut-être le constructeur de l'église ou le « seigneur » de l'endroit sous la domination vandale.